# Civico museo archeologico di Milano
Il civico museo archeologico di Milano è un museo archeologico, con sede nell'ex-convento del Monastero maggiore di San Maurizio, dove si trovano le sezioni greca, etrusca, romana, barbarica e del Gandhara. La sezione preistorica ed egizia è ospitata presso il Castello Sforzesco.

## Storia

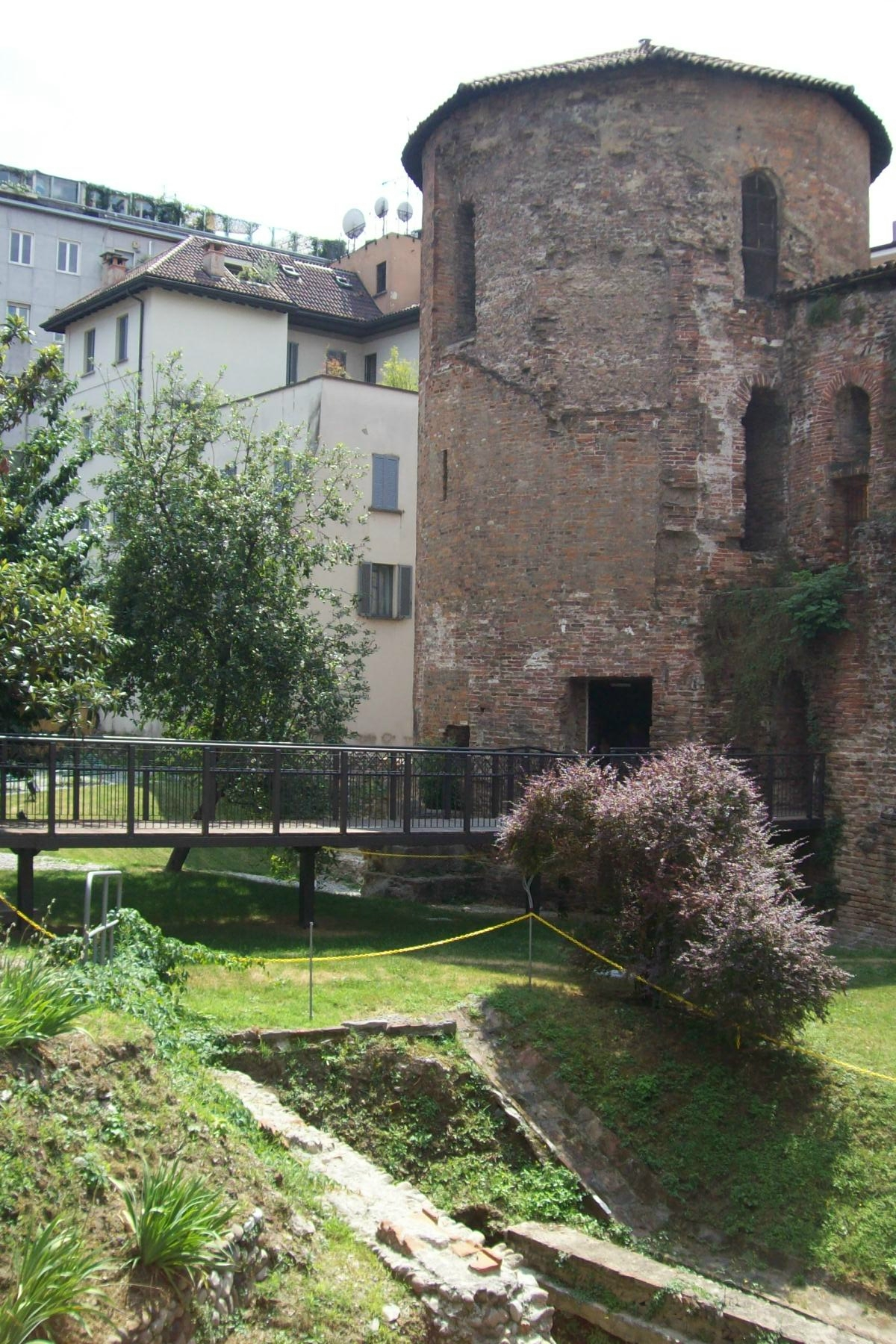
Mura della Milano romana di epoca tardo imperiale, costruite durante la tetrarchia dall'imperatore Massimiano. Si trovano all'interno del cortile del Civico museo archeologico di Milano

Il museo è l'erede del Museo patrio archeologico, fondato nel 1862, e del più antico Gabinetto numismatico di Brera fondato nel 1808.
La fondazione del primo museo archeologico fu sancita con Regio Decreto del 13 novembre 1862 e promossa dall'allora Ministro della Pubblica Istruzione Carlo Matteucci.
Il concetto di un museo archeologico nella città di Milano era tuttavia nato molto tempo prima, allorquando il pittore milanese Giuseppe Bossi, allora presidente dell'Accademia di Brera, fin dal 1799 si era curato della raccolta di alcuni reperti sparsi in diversi luoghi della città e del loro trasferimento presso la chiesa di Brera, già dell'Ordine degli Umiliati, soppressa nell'anno 1808.
L'attività di raccolta di reperti provenienti principalmente da alcune chiese soppresse fu incoraggiata dal Governo che costituì una Commissione incaricata di scegliere i più rappresentativi: della Commissione fecero parte lo storico e letterato Luigi Bossi, il numismatico Gaetano Cattaneo e, appunto il pittore Bossi a cui successe l'architetto Giuseppe Zanoja.
Fu quindi acquisito dalla nascente collezione il Monumento equestre a Bernabò Visconti proveniente dalla Cripta di San Giovanni in Conca, la cui cessione fu approvata nel 1808 ma il cui trasferimento a Brera fu attuato nel 1811 per difficoltà pratiche nel suo spostamento. Contemporaneamente furono acquisiti e trasferiti alla collezione alcuni marmi dalle chiese di San Salvatore in Xenodochio (demolita nel 1814), Sant'Ambrogio ad nemus e Santa Maria della Pace (sconsacrata nel 1806).
Seguì un lungo periodo di inattività determinata dai fatti milanesi del 1814, e la collezione rimase quasi abbandonata e non più accessibile al pubblico in una parte della chiesa di Brera venendo saltuariamente arricchita da pochi reperti provenienti da demolizioni di palazzi, monumenti e chiese. Fu solo nel 1858 che il Comune di Milano istituì una Commissione per la creazione di un vero Museo, la quale ebbe però vita breve: infatti nel 1862, un anno dopo l'Unità d'Italia, venne istituio con il succitato Regio Decreto il Museo patrio d'archeologia con sede a Brera. La consulta per la creazione del Museo era presieduta dal Senatore del Regno Antonio Beretta, allora sindaco di Milano.

## Descrizione

### Sede storica nell'ex convento del Monastero maggiore

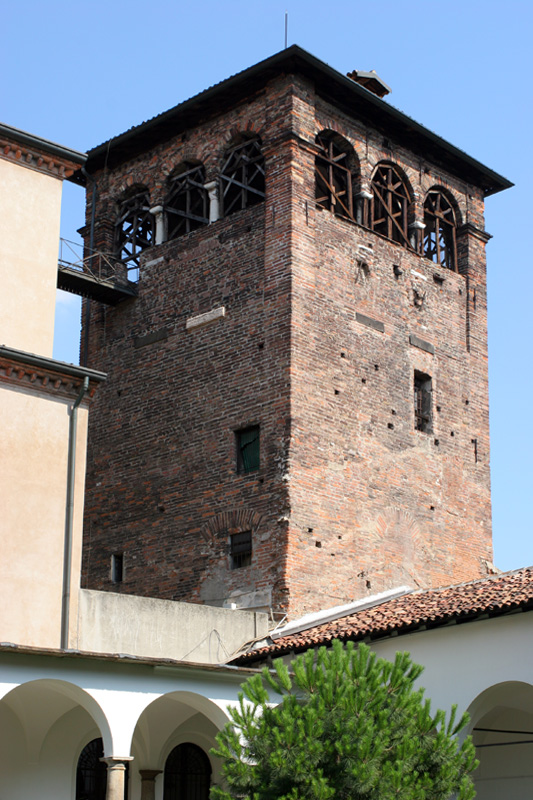
I resti della torre dei carceres, ovvero dei cancelli delle porte da cui partivano le bighe del circo romano di Milano. I resti di questa torre sono diventati in seguito il campanile della chiesa di San Maurizio. Ora fa parte del cortile del Civico museo archeologico di Milano

L'area dell'ex-convento del Monastero maggiore sorge sopra un'area precedentemente occupata da una villa romana del I secolo, dalle mura massimianee e dal vicino circo romano prospiciente al palazzo imperiale della fine del III secolo. In particolare si conservano due torri delle mura massimianee, una delle quali, alta 14 m, che faceva parte dei carceres del circo, venne inglobata nel Monastero maggiore. 
Nel cortile di palazzo Brun, edificio confinante con ingresso posto su corso Magenta 15a si possono osservare due capitelli di epoca romana del III secolo circa. Le cantine dello stesso edificio, poste sotto il livello stradale, contengono una parte in muratura della villa romana che sorgeva nella zona.
Nell'atrio d'ingresso del Museo, al centro della sala, è presente un grande plastico nel quale si sovrappongono l'attuale città di Milano con l'antica Mediolanum tardo imperiale, con i principali monumenti (tridimensionali) e strutture della città antica, come le mura massimiane, il circo, il teatro, l'anfiteatro, le terme, le antiche basiliche cristiane, il palazzo imperiale, le strade ed i corsi d'acqua. 
In questo primo settore del museo sono inoltre esposte, su due livelli, la sezione romana e una piccola sezione dedicata all'arte del Gandhara.
Nella sezione romana sono consenvati numerosi esempi di ritratti scultorei, pittura, mosaici (tutti databili alla fine del III-inizi del IV secolo), epigrafi (più di 500, nonostante solo una parte siano esposte) oltre a ceramiche, coppa in vetro come la diatreta Trivulzio e argenteria come la patera di Parabiago.

### Il chiostro interno
Dalla sede di corso Magenta si accede al chiostro interno in cui sono esposte svariate stele funerarie romane e dal quale si possono ammirare i già sopracitati resti di un'antica villa romana così come le due torri d'epoca medioevale dell'ex-monastero. In particolare all'interno della torre poligonale è esposta una scultura di Domenico Paladino (donata dall'artista) la quale crea un particolare connubio tra moderno e antico con i vari affreschi, raffiguranti santi, risalenti alla fine del XIII-inizi XIV secolo.

### Nuovo settore di via Nirone
Lungo il percorso di visita si accede dal chiostro interno alla nuova palazzina di via Nirone che ospita le sezioni altomedioevale (al primo piano), etrusca (al secondo piano) e greca (al terzo piano). È inoltre presente anche uno spazio espositivo dedicato alle esposizioni temporanee.

### Galleria d'immagini

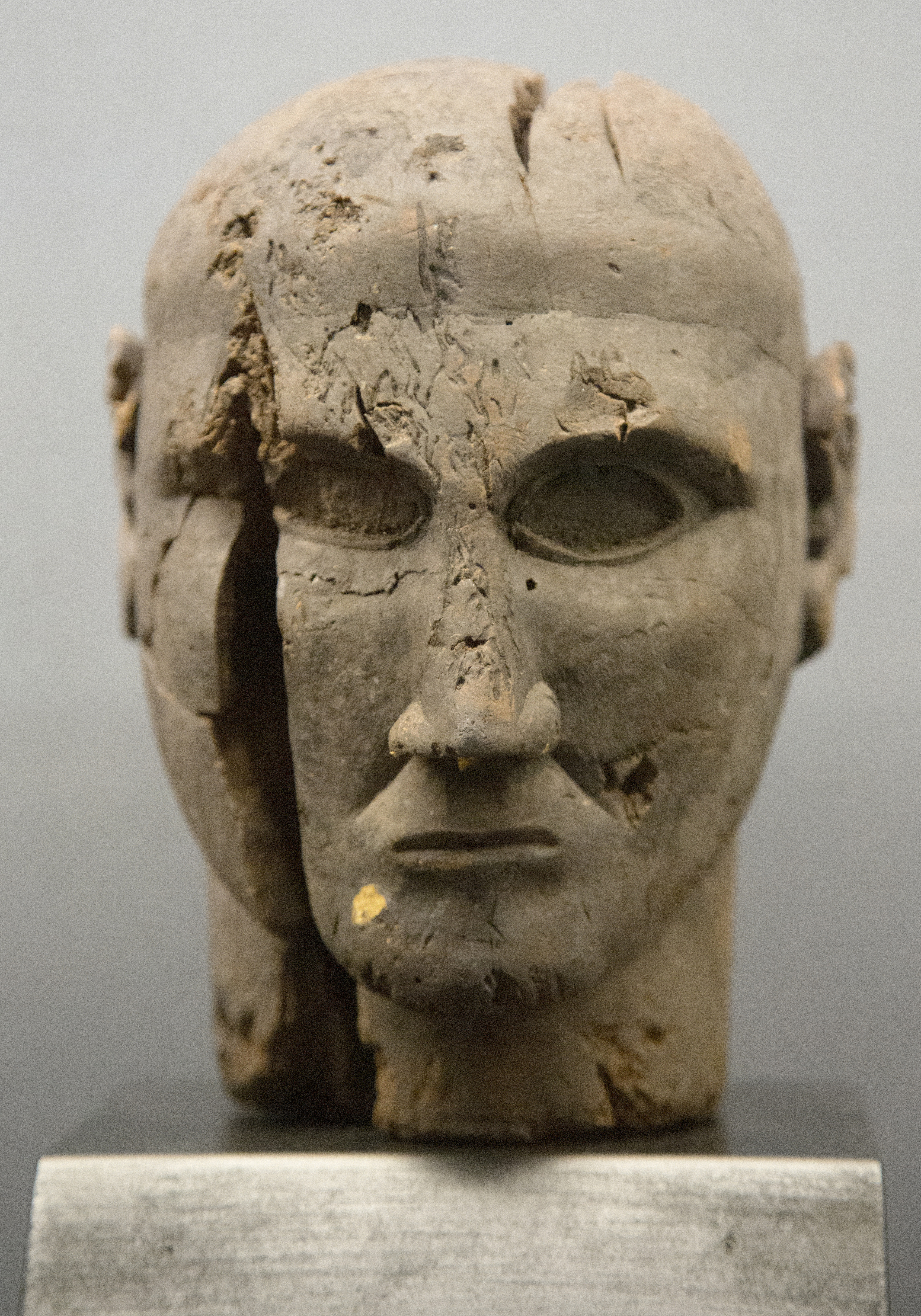
Testa etrusca in legno di pero. Metà VII secolo a.C.
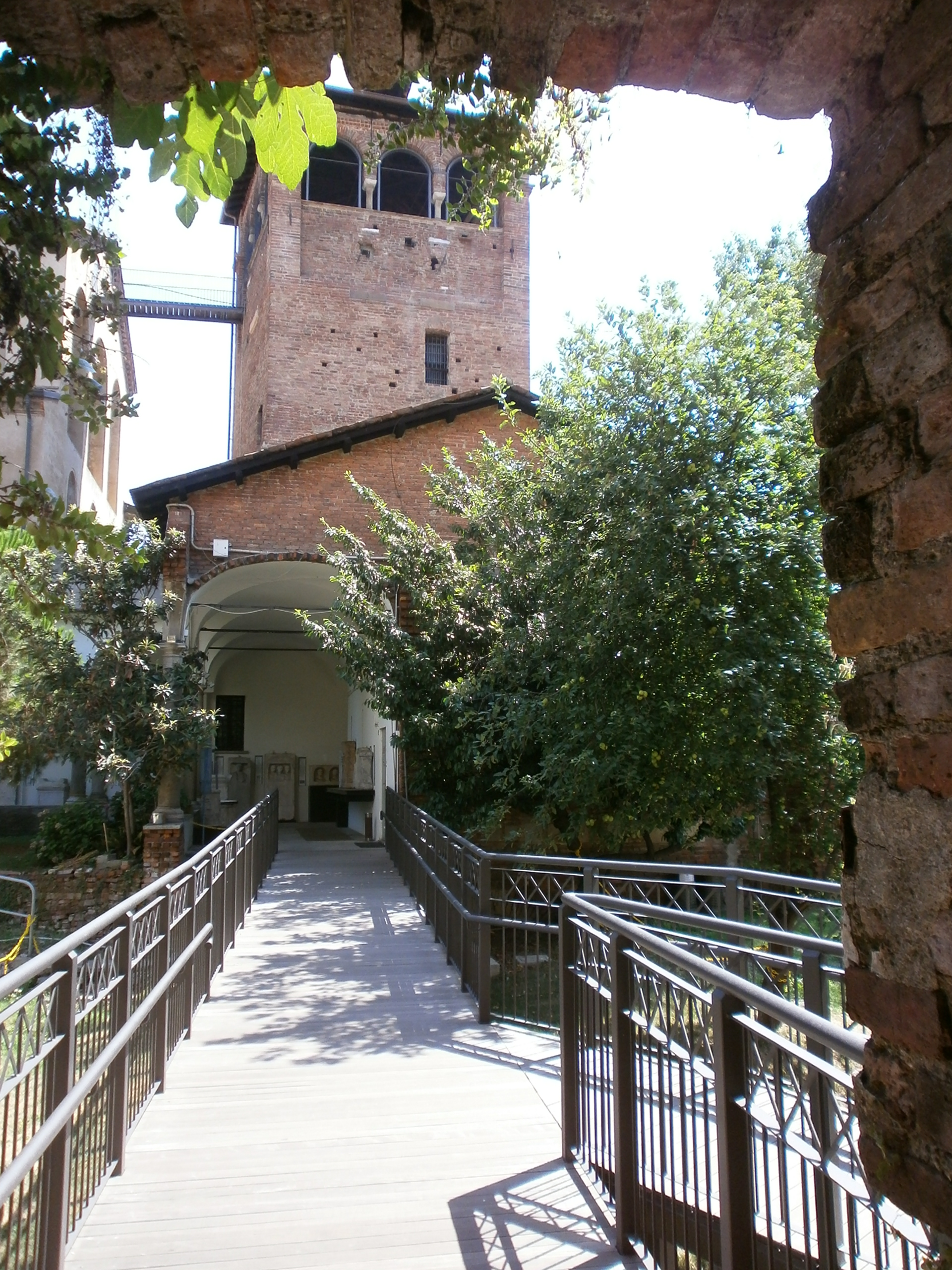
Il chiostro interno
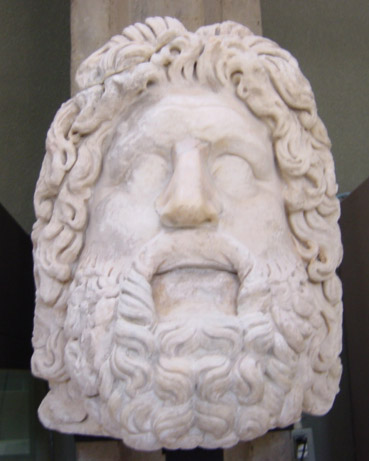
Testa di Zeus della fine del I-inizi del II secolo, ritrovata a Milano vicino a Porta Giovia.
Esempio di coppa diatreta conservata nella sezione romana del Museo archeologico.
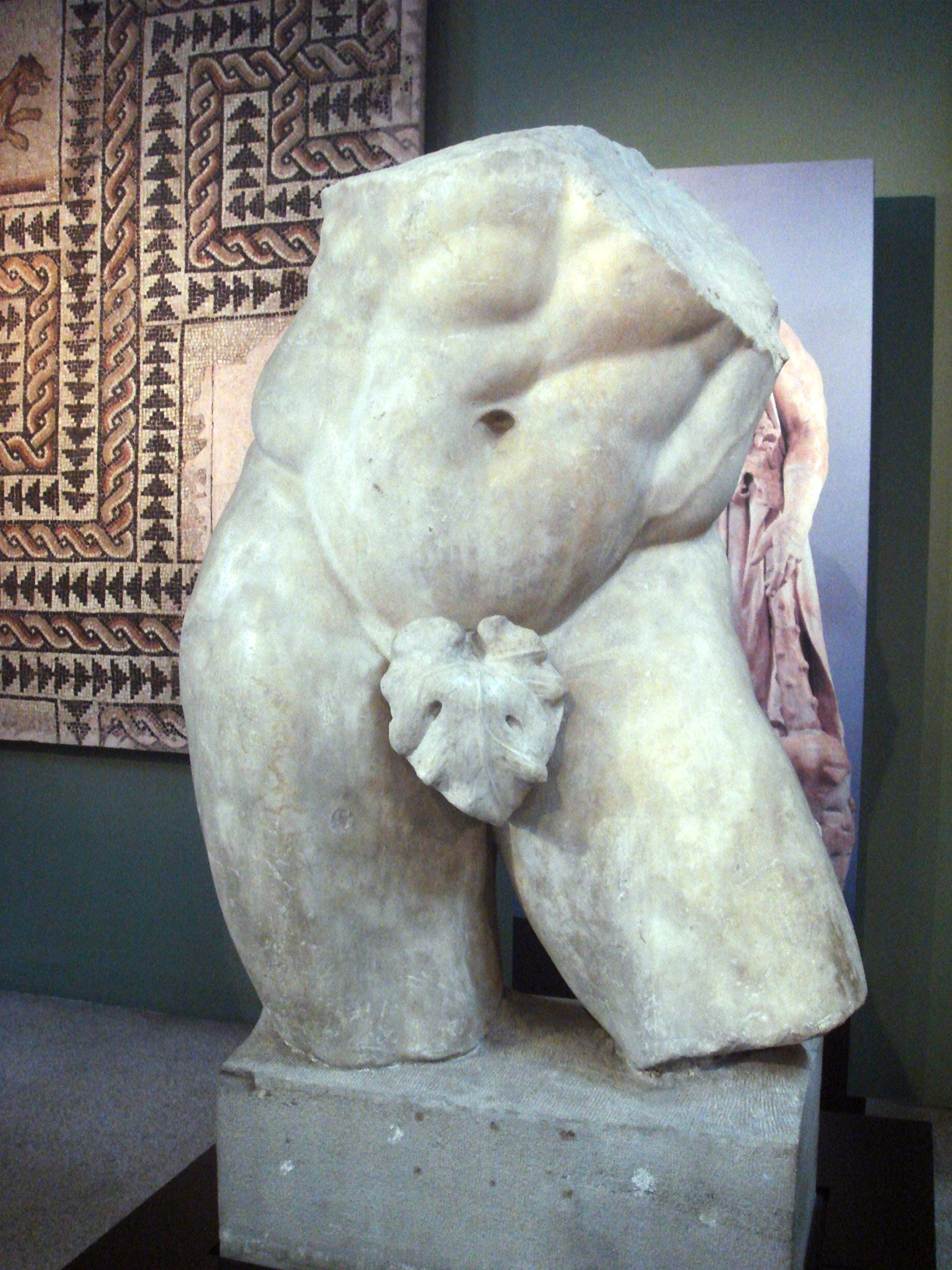
Busto di Ercole proveniente dalle terme Erculee.
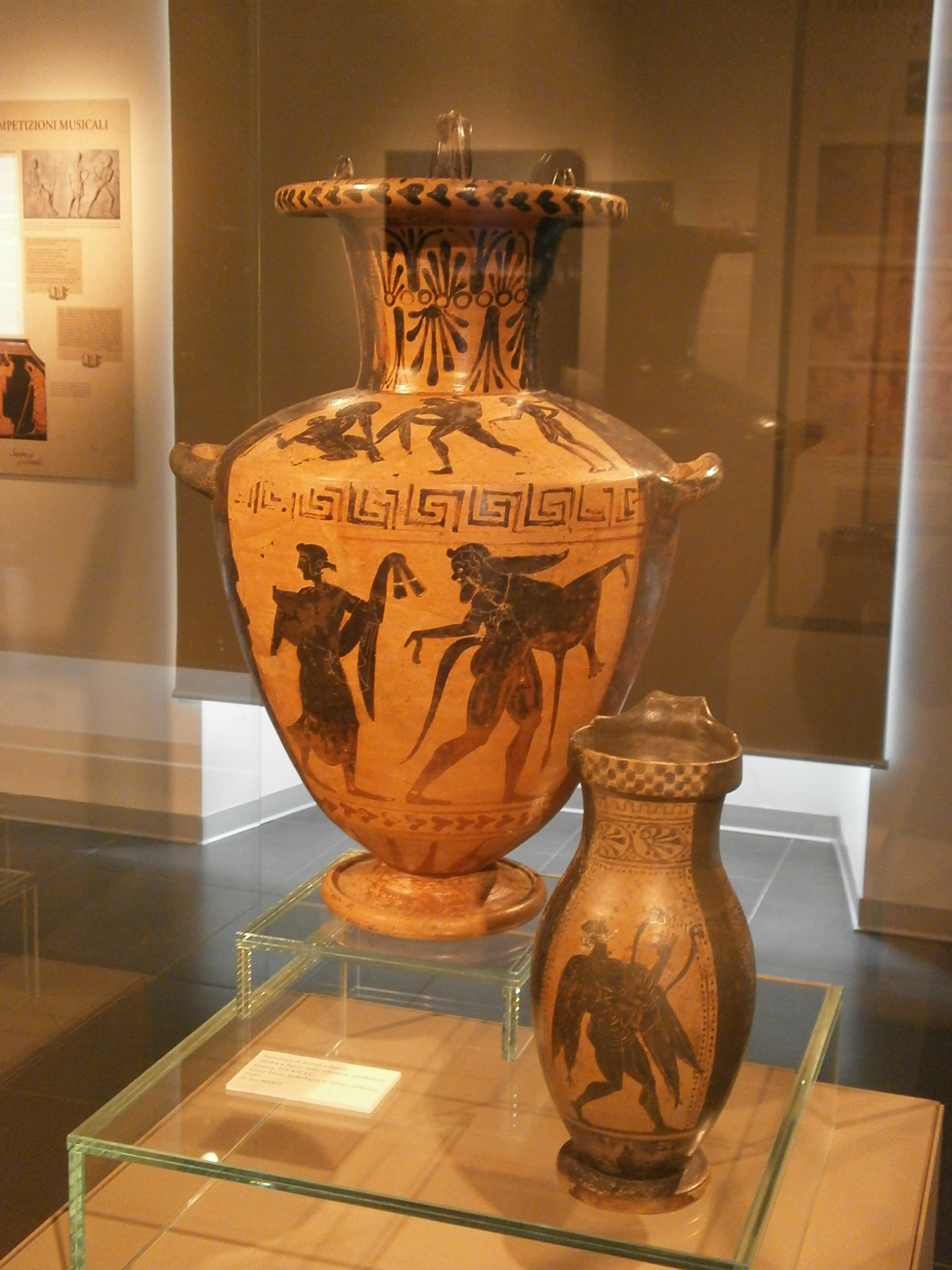
Hydria a figure nere in ceramica di produzione etrusca (525-476 a.c) rappresentante una suonatrice di krotala e un satiro.
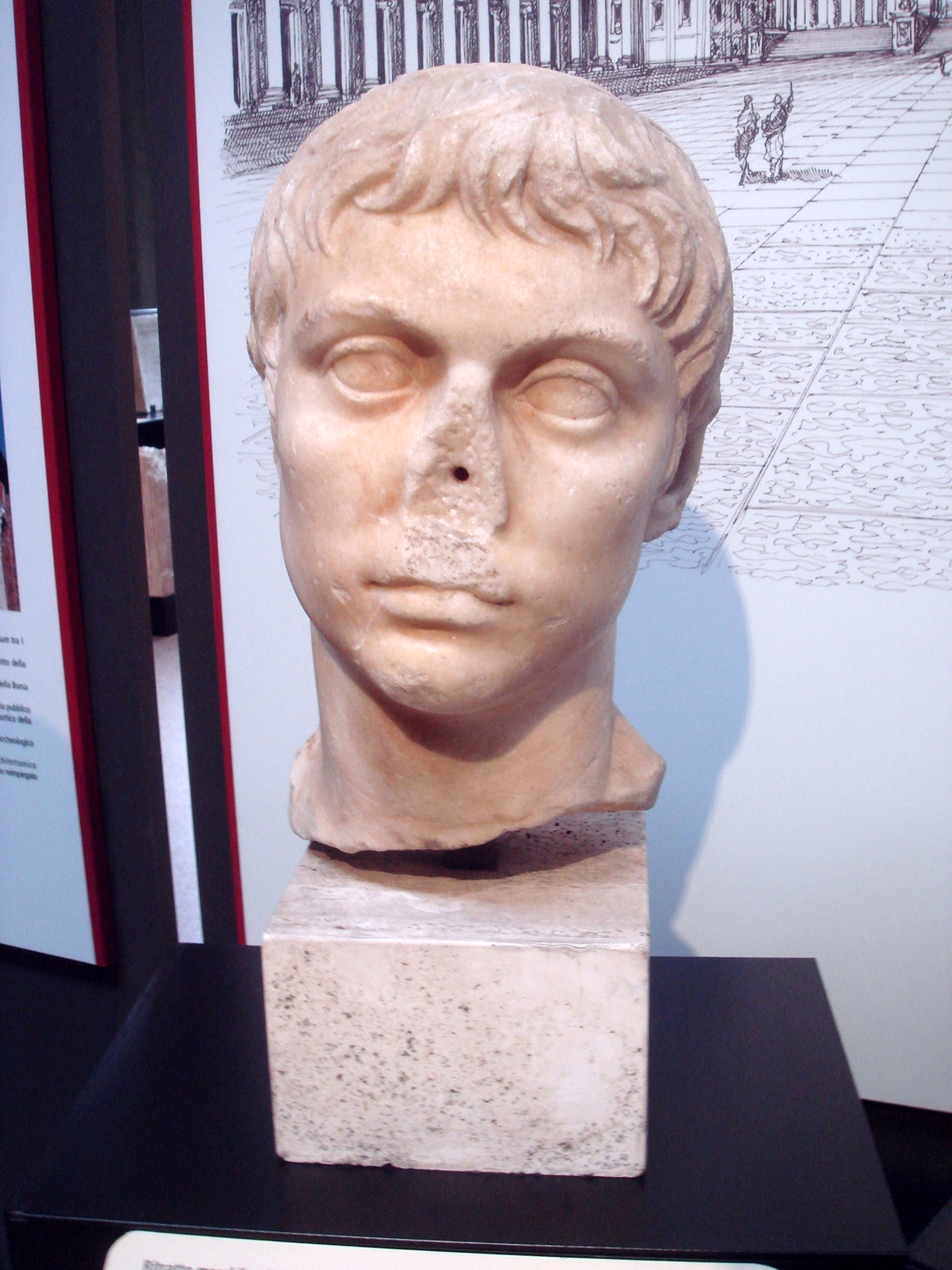
Ritratto romano di un princeps della dinastia giulio-claudia del I secolo.
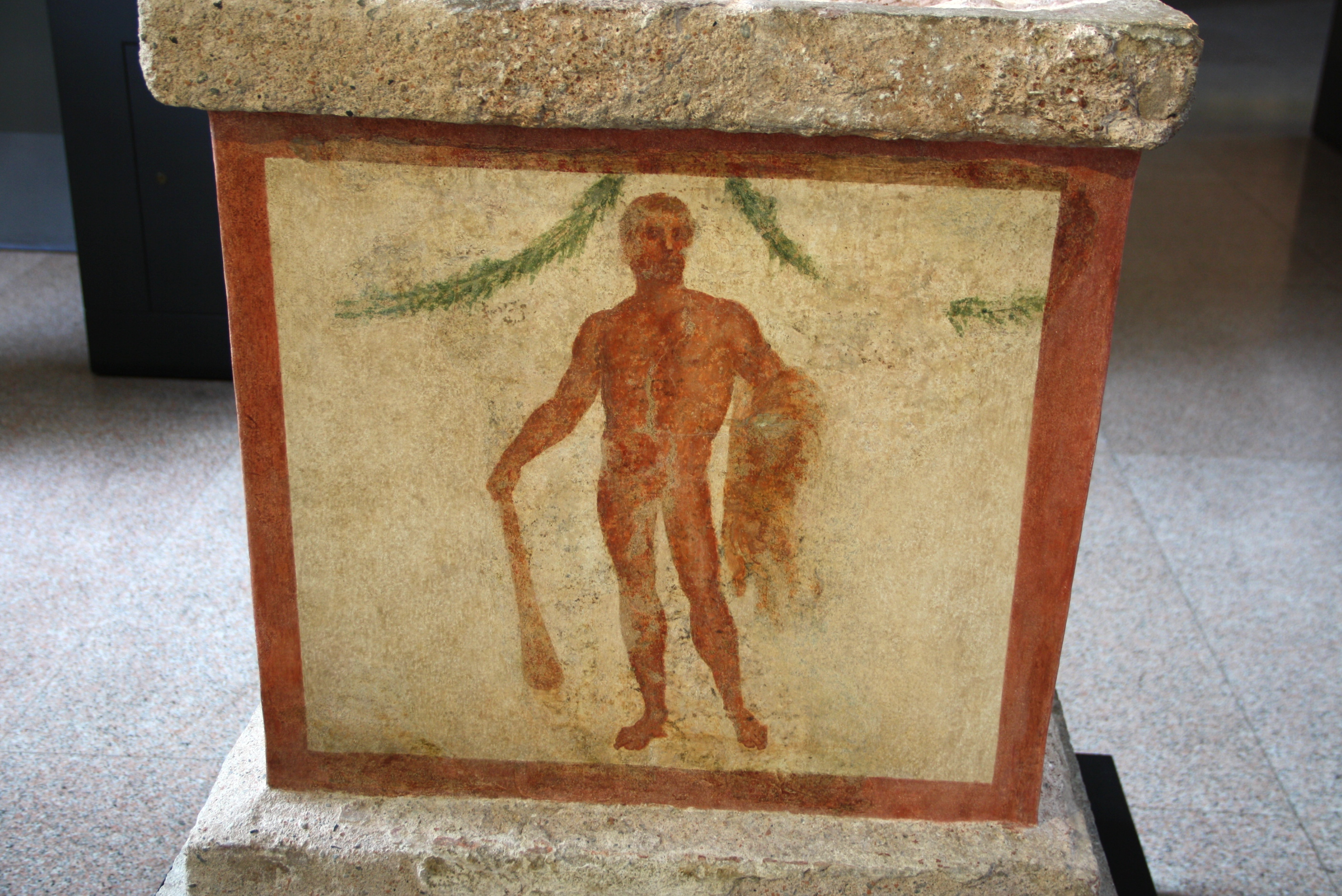
Affresco rappresentante Ercole, Ara dipinta I-II sec. d.C.
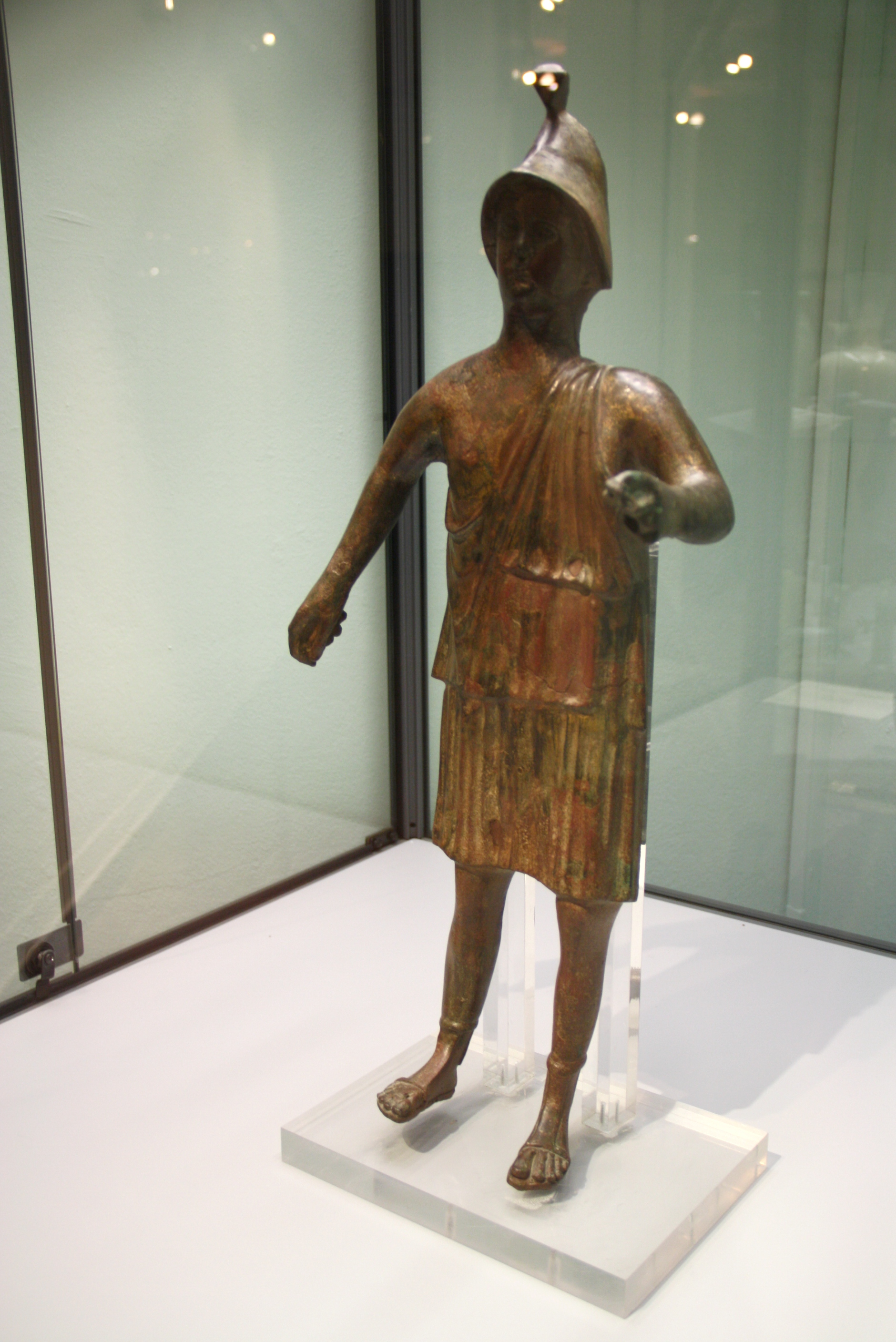
Virtus in bronzo, I-III sec. d.C.
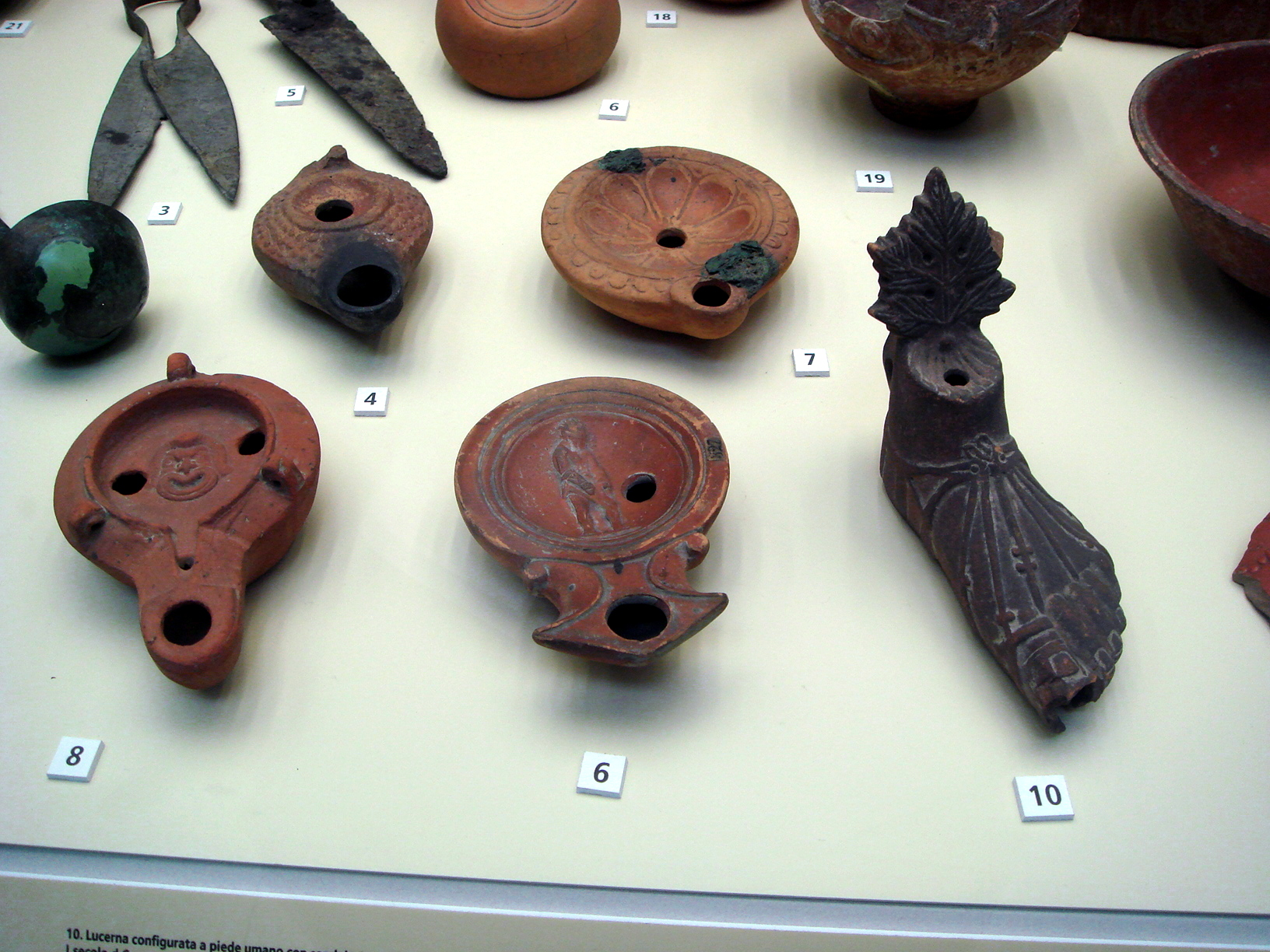
Esempi di lucerne romane.
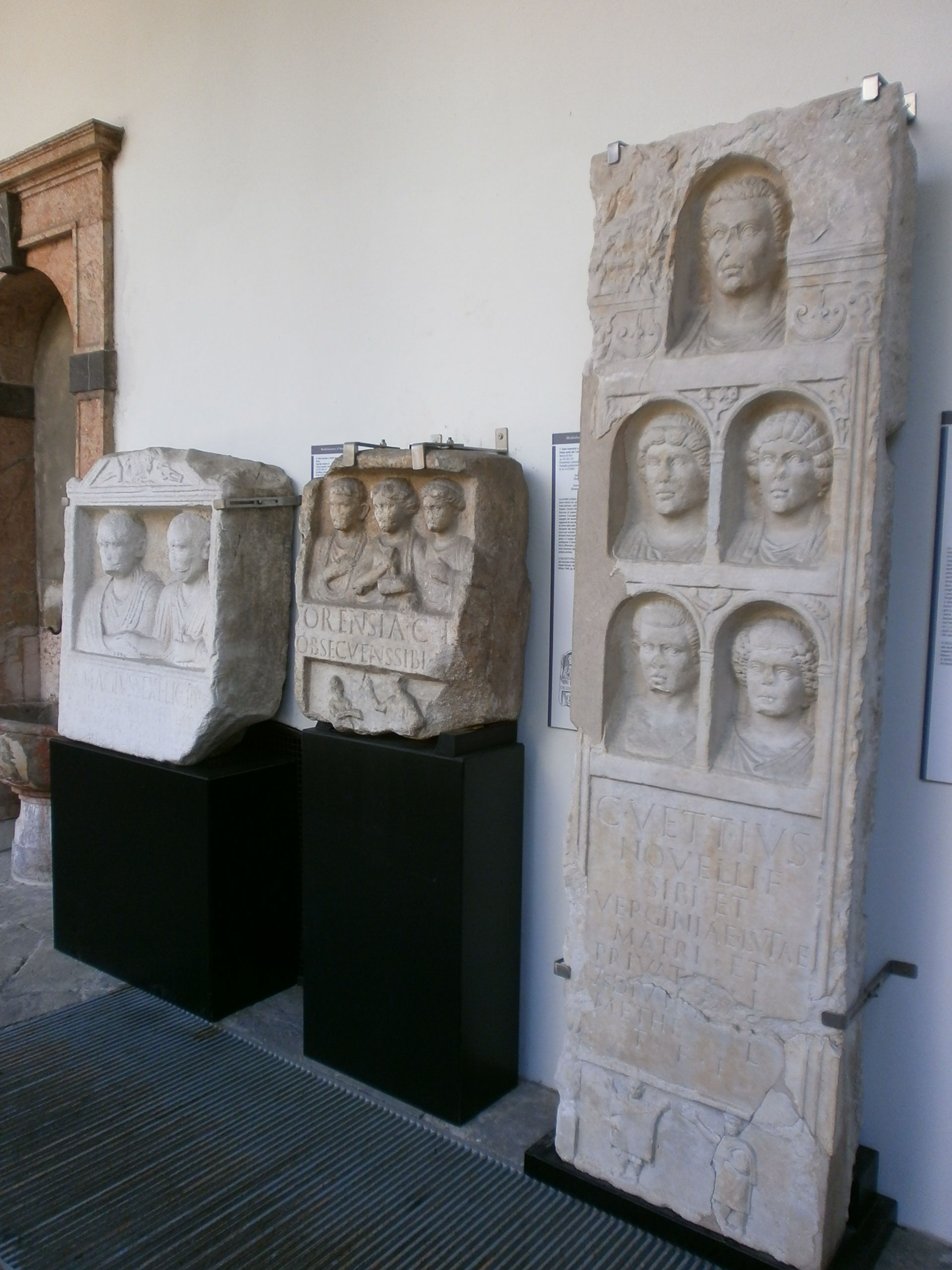
Stele funeraria romana metà I sec d.c. (prima a destra)
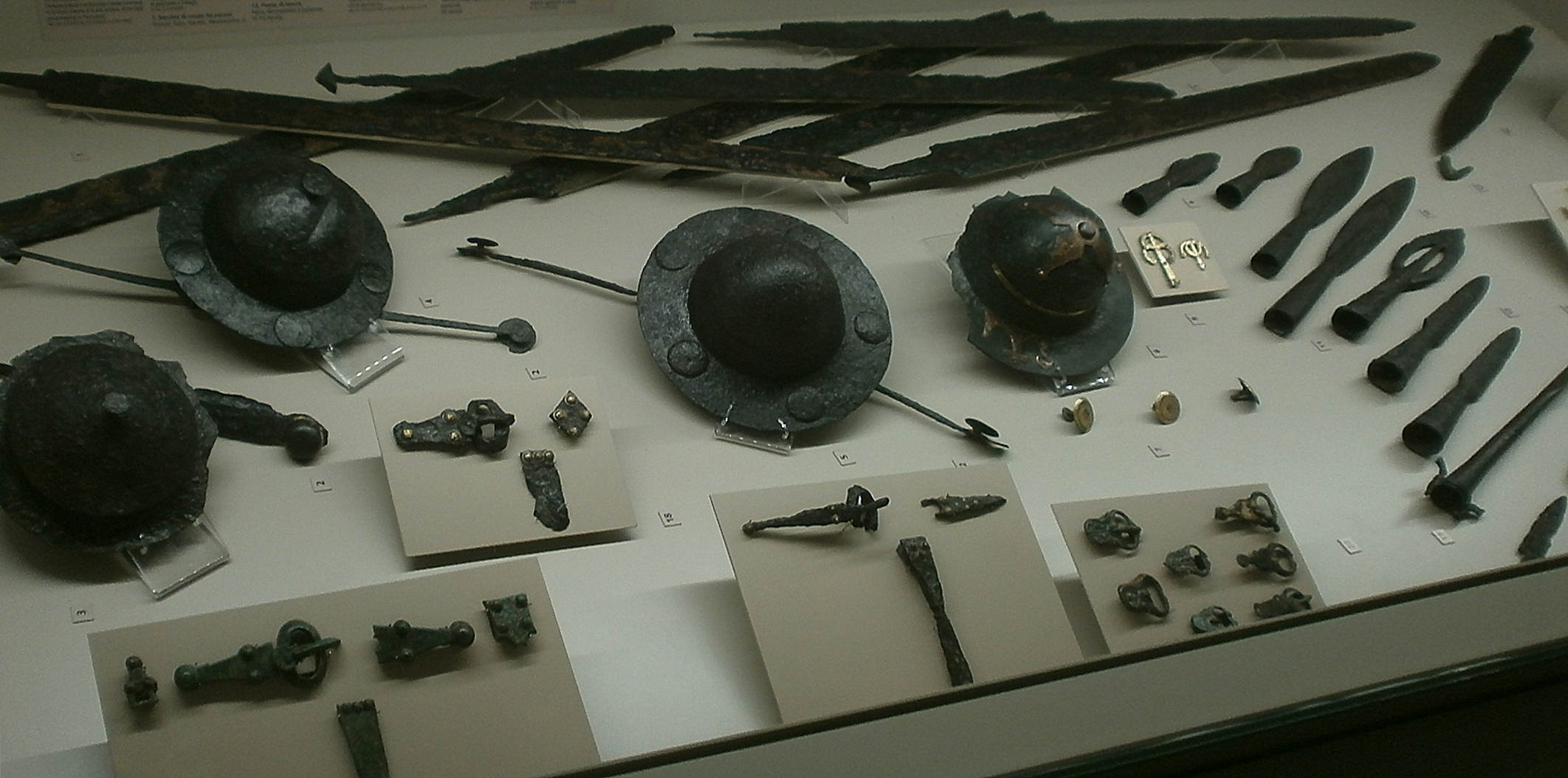
Reperti archeologici in esposizione.
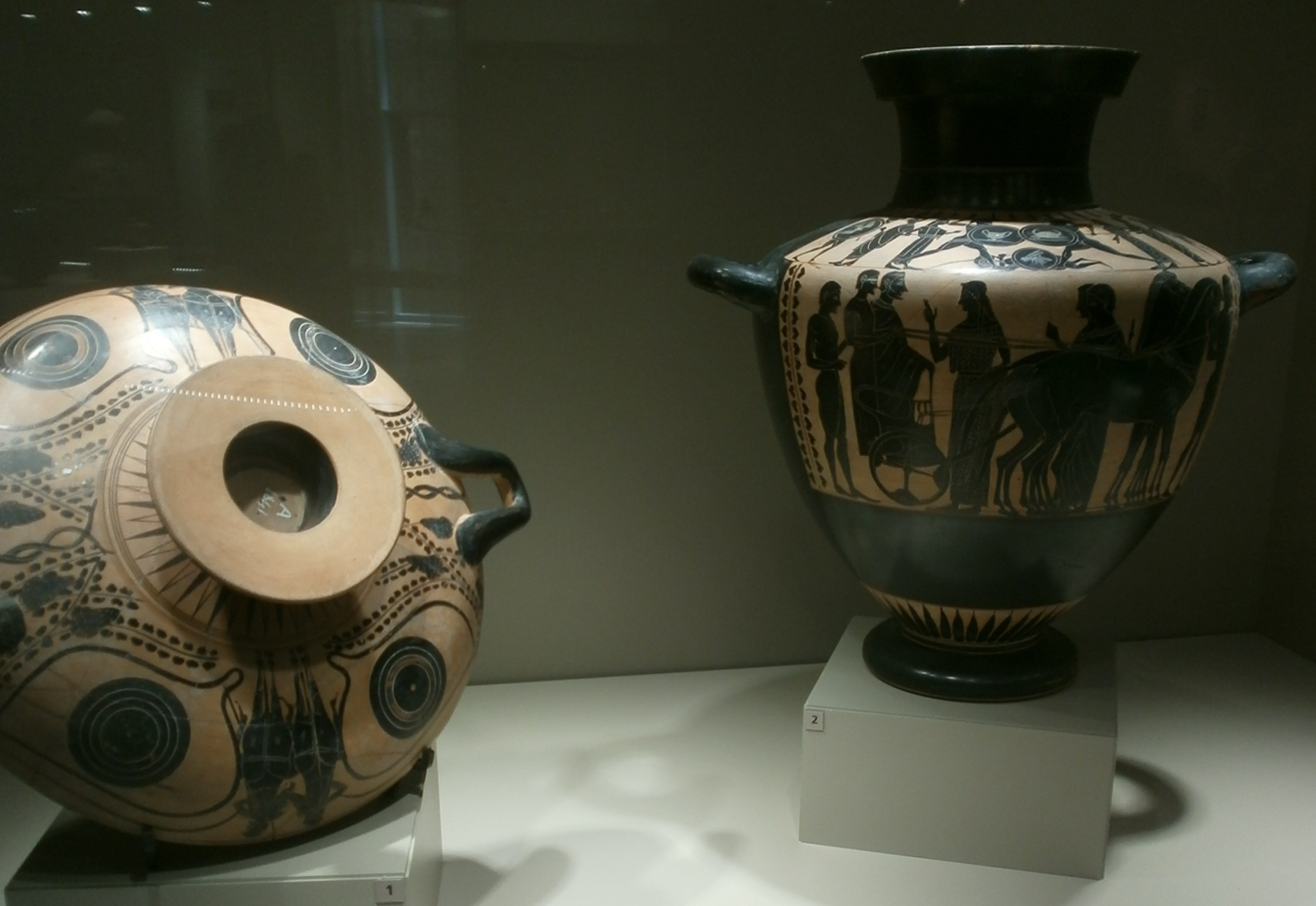
Vasi antica Grecia.
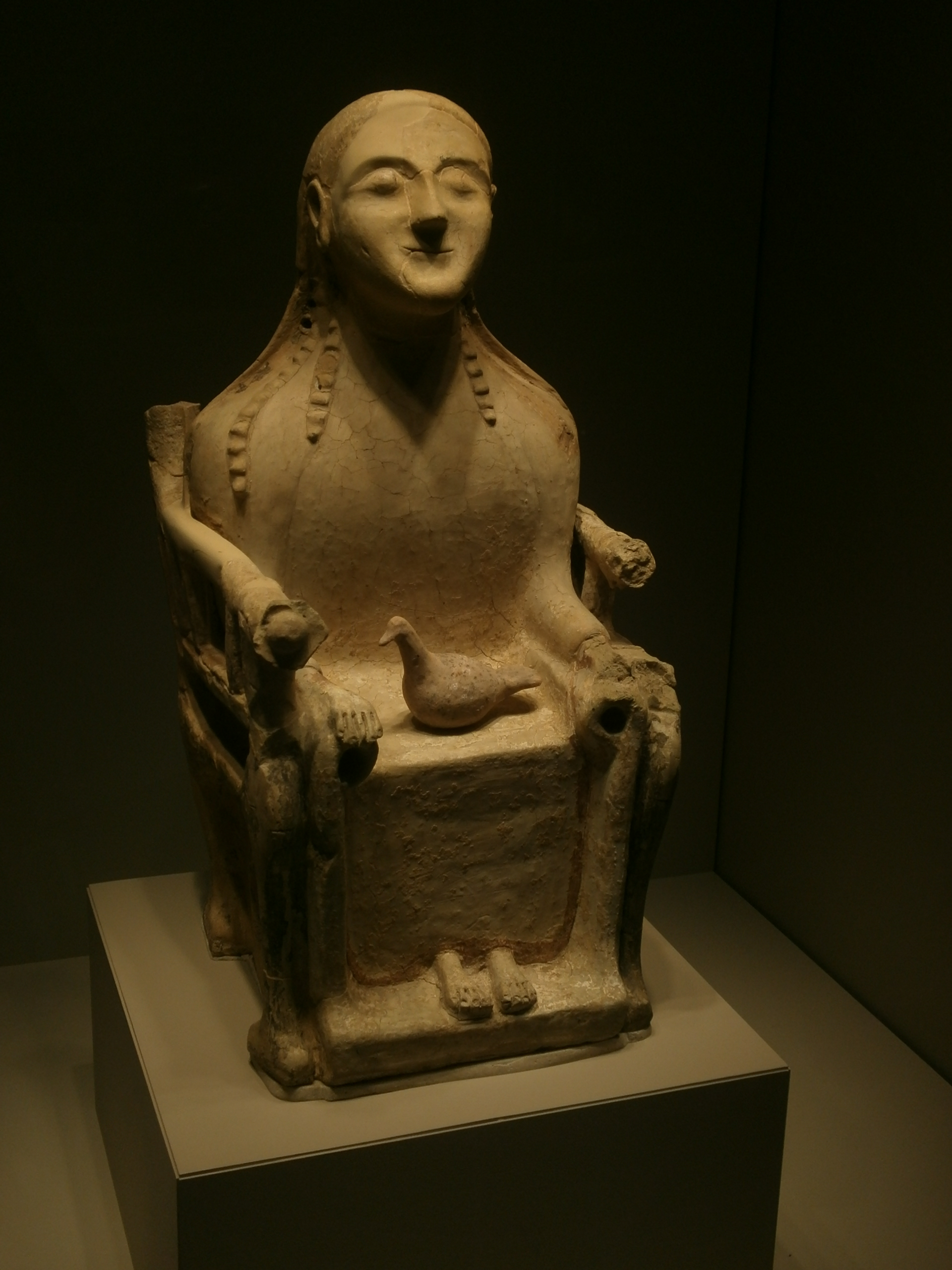
Statua di divinità in trono, V secolo a.C.
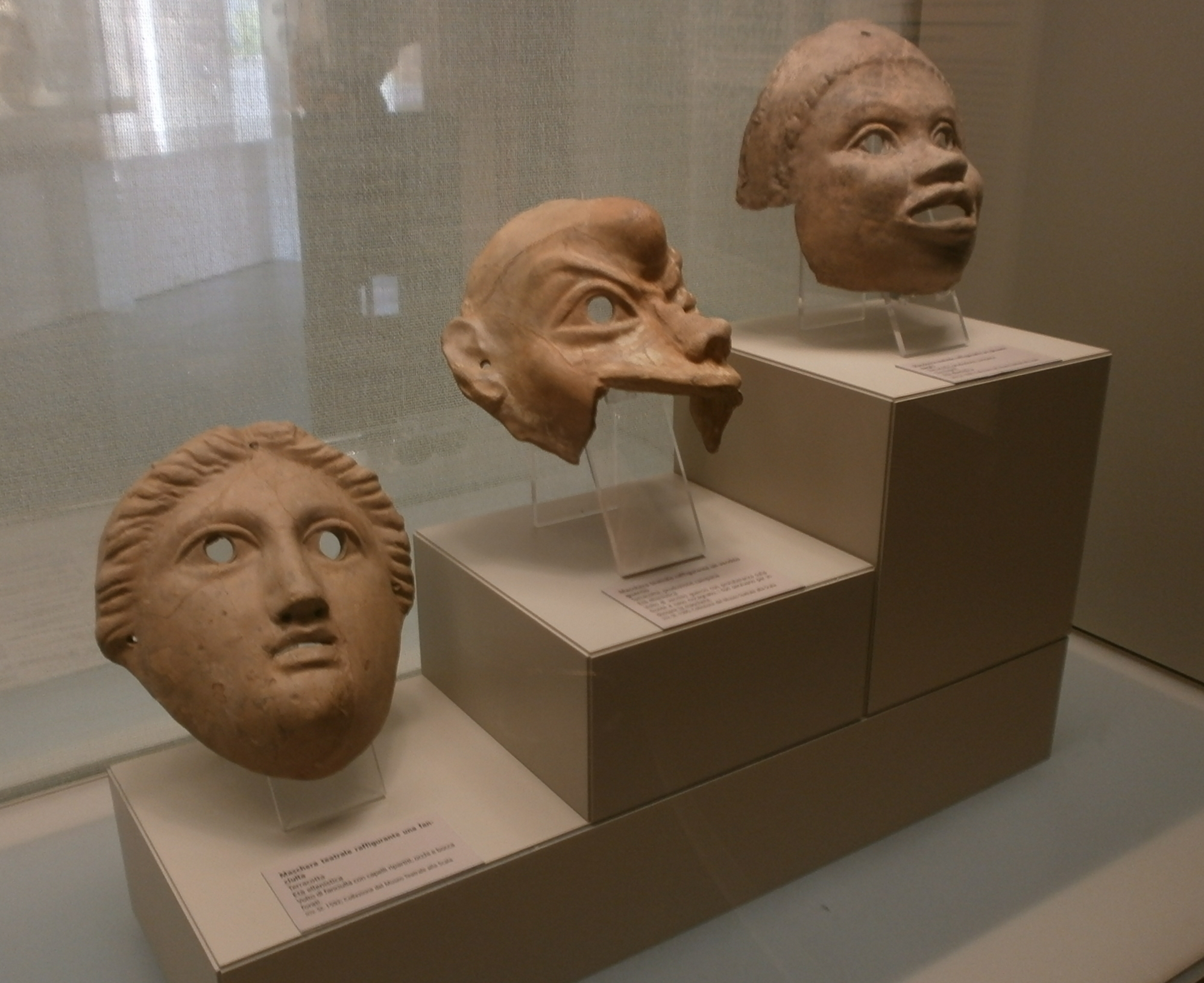
Maschere teatrali antica Grecia.
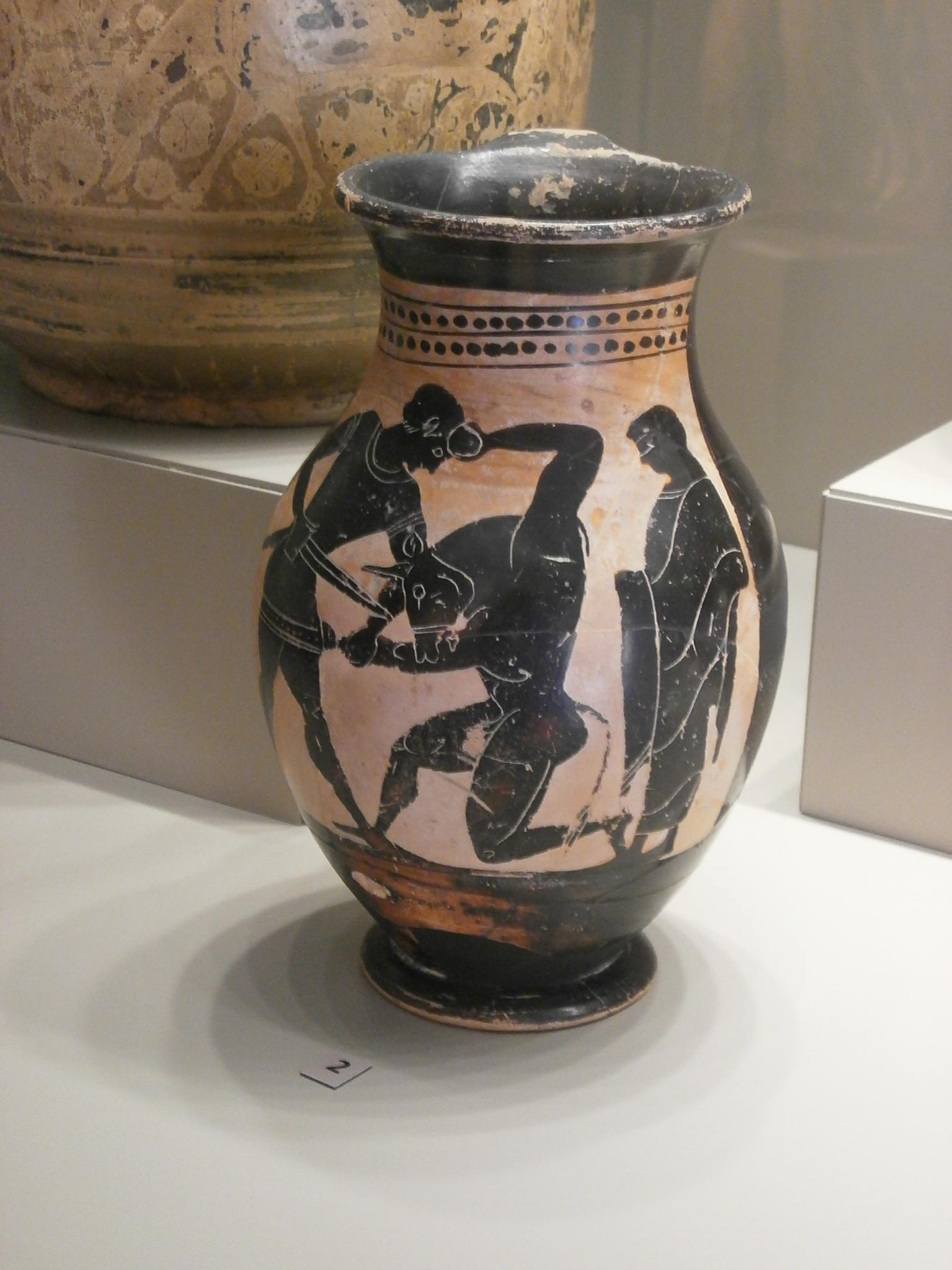
Olpè a figure nere, ceramica di fine VI inizio V sec a.c. raffigurante Teseo che combatte contro il minotauro
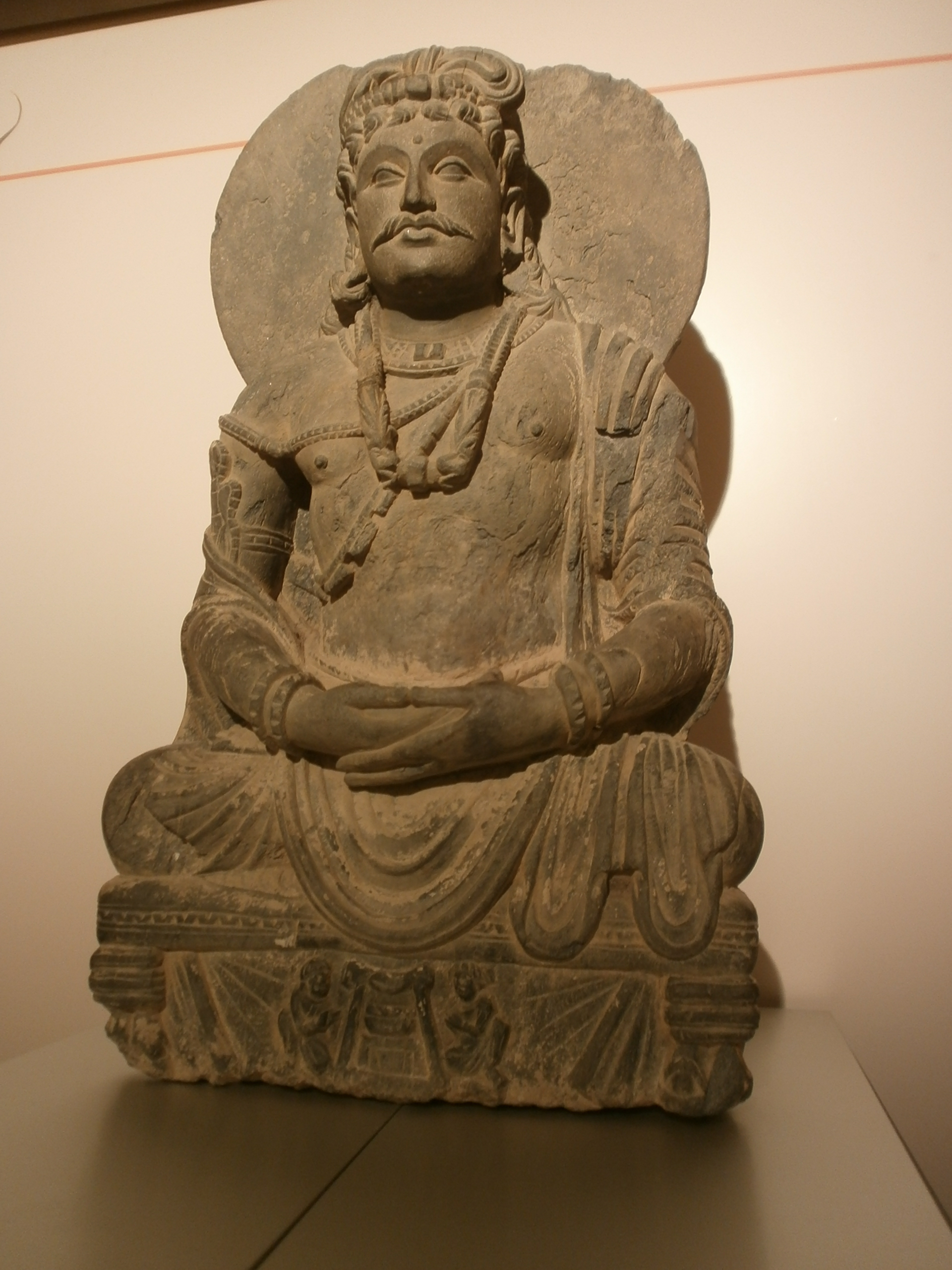
Bodhisattva in meditazione.
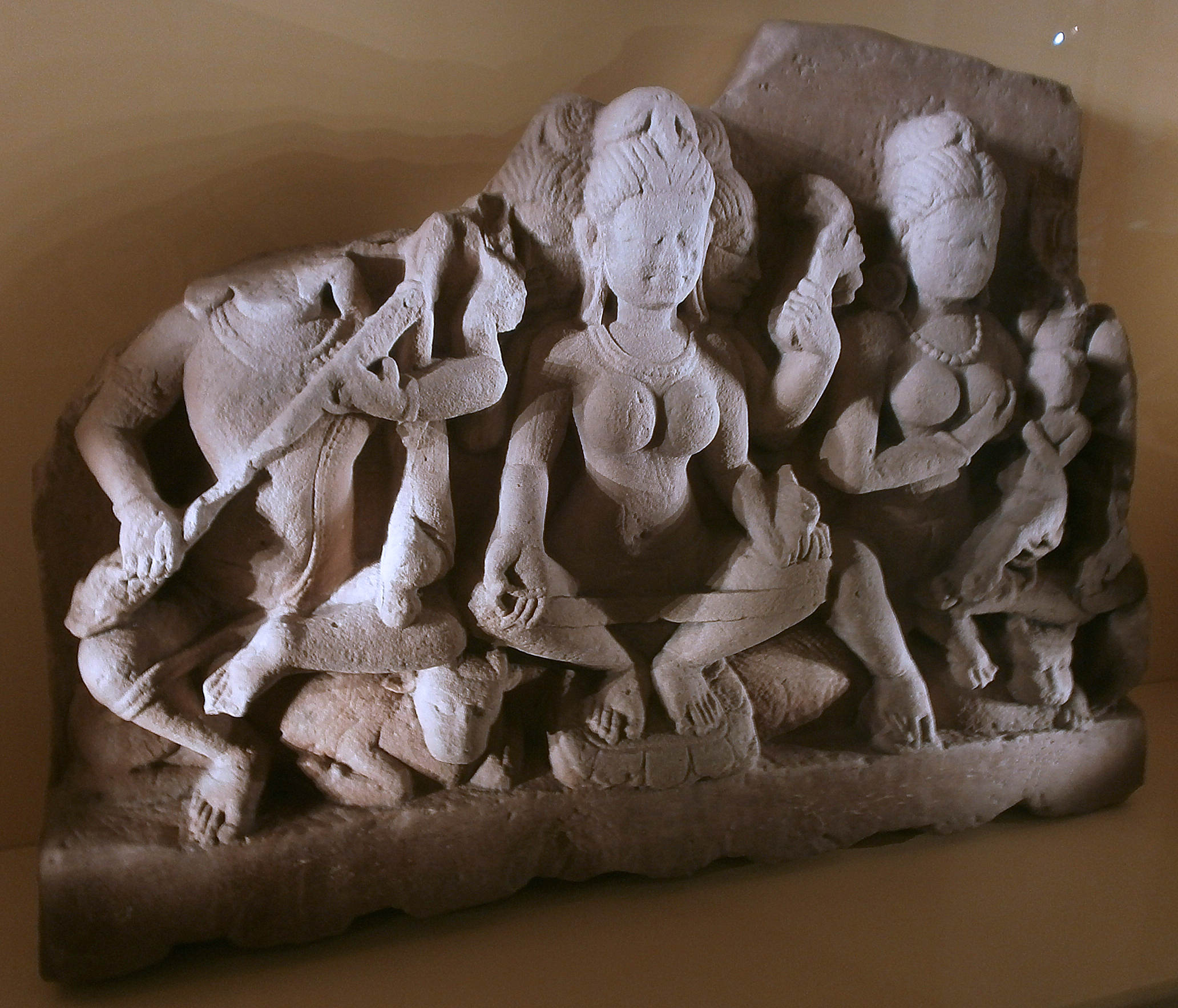
Dio Šiva e le sue madri, X secolo d.C., provenienza nord dell'India.
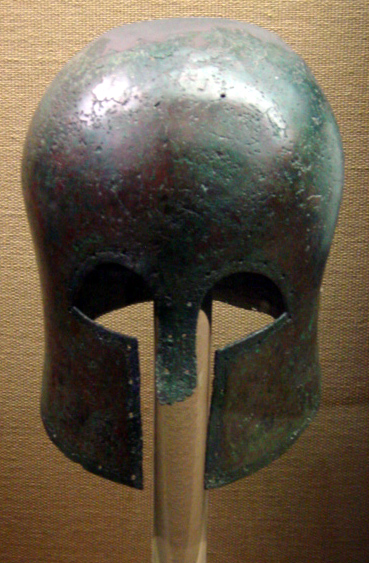
Elmo apulo-corinzio di bronzo del VI-V secolo a.C..
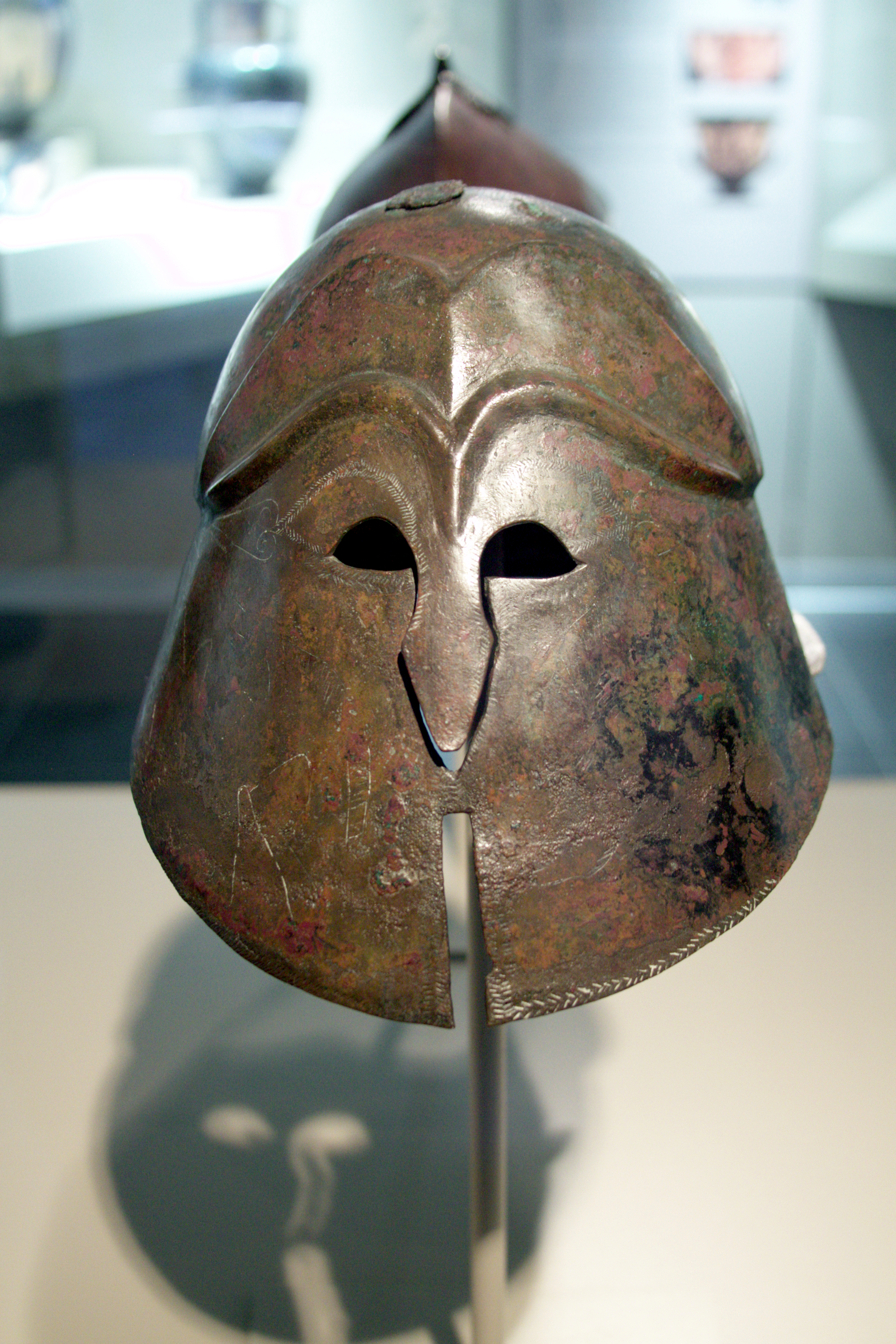
Elmo corinzio 450-400 a.C..
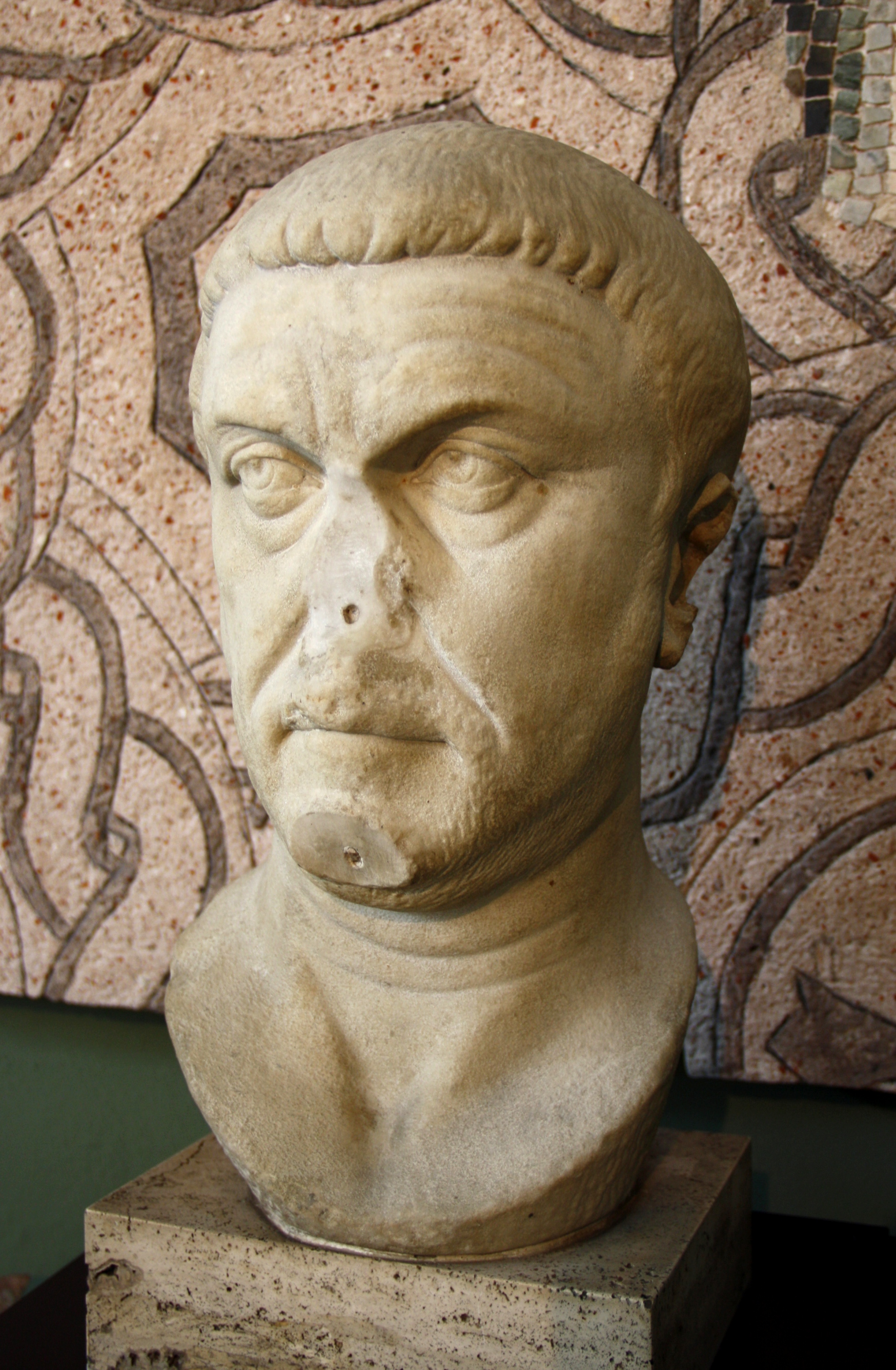
Busto di Massimiano

## Opere conservate
- Coppa Diatreta Trivulzio, artigianato di lusso del IV secolo D.C.
- Patera di Parabiago con il trionfo della dea Cibele, argenteria di epoca tardo-imperiale (IV secolo d.C.).
- “Tesoro di Lovere”, vasellame da tavola in argento del III secolo d.C., rinvenuto in una tomba a Lovere presso Bergamo nel 1907
- Altare dipinto con la dea Tellus (Terra) o Cerere (Metà del I- inizi del II secolo d.C.) Rinvenuto presso via Circo
- Testa di Giove, Seconda metà del I secolo d.C.
- Ritratto di Agrippina Minore
- Ritratto marmoreo tradizionalmente identificato con l’imperatore Massimiano Erculeo, 300 d.C.
- Pavimenti musivi con motivi decorativi policromi
- Sperandio, Medaglia di Giovanni Lanfredini, 1478-1483 circa